# Eugen Kleindienst
Eugen Josef Kleindienst (* 1952 in Reisensburg) ist ein deutscher katholischer Theologe.

## Leben
Kleindienst studierte katholische Theologie in Augsburg. 1978 wurde er zum Priester geweiht. Er war danach Aushilfepriester in Günzburg an der Donau und in Asch. Noch im gleichen Jahr wurde er Stadtkaplan in St. Anton zu Augsburg und anschließend wissenschaftlicher Mitarbeiter des Pastoraltheologen Professor Karl Forster. Er wirkte danach als Sekretär von Bischof Josef Stimpfle, war ab 1984 als Nachfolger von Otto Weckbach als Generalvikar, ab 1993 als Finanzdirektor (Bischofsvikar für wirtschaftliche Angelegenheiten) und Domdekan im Bistum Augsburg tätig.
2003 wurde Kleindienst vom Auswärtigen Amt zur Deutschen Botschaft beim Heiligen Stuhl nach Rom in den diplomatischen Dienst berufen. Dort war er bis zu seinem Ruhestand 2015 geistlicher Botschaftsrat I. Klasse, bis Oliver Lahl 2016 die Stelle des Geistlichen Konsultors in Nachfolge übernommen hat. In dieser Funktion verantwortete er den Arbeitsbereich Kirche und Theologie.
1996 war Kleindienst Mitstifter der Stiftung Dominikus-Ringeisen-Werk. Außerdem war er Erster Vorsitzenden des Vereins für Augsburger Bistumsgeschichte und übte das Ehrenamt bis 2003 aus; Nachfolger wurde Manfred Weitlauff.
1993 wurde er von Kardinal-Großmeister Giuseppe Kardinal Caprio zum Komtur mit Stern des Päpstlichen Ritterordens vom Heiligen Grab zu Jerusalem ernannt und am 15. Mai 1993 durch Bischof Anton Schlembach, Großprior der deutschen Statthalterei, investiert. Er gehört der Komturei St. Ulrich und Afra in Augsburg an. Er engagiert sich für zahlreiche Sozialprojekte im Heiligen Land. Er ist Mitglied im Deutschen Verein vom Heiligen Lande.

## Ehrungen und Auszeichnungen
- 2003: Verdienstkreuz am Bande des Verdienstordens der Bundesrepublik Deutschland
- 2012: Aufnahme in die Bruderschaft von Santa Maria dell’Anima („Animabruderschaft“)
- 2016: Bayerischer Verdienstorden

## Schriften
- Das Domportal am hohen Dom zu Augsburg. Augsburg 2003, ISBN 3-936484-18-X
- Pracht und Demut; Rom – erinnern und erleben. Dominus-Verlag, Augsburg 2017. ISBN 978-3-940879-54-7
- (Hrsg.): Jahrbuch des Vereins für Augsburger Bistumsgeschichte. 36. Jahrgang 2002. Festgabe für Prälat Prof. Dr. Peter Rummel zum 75. Geburtstag
- Die Auferstehung des Fleisches – Die Botschaft der Sixtinischen Kapelle. Kunstverlag Josef Fink, Lindenberg im Allgäu, 1. Auflage 2020, ISBN 978-3-95976-280-9. Weitere Informationen auf der Website des Verlags.
- Schönheit und Fülle des Glaubens. Maria, Heilige, Kirche – Geistliches Leben. Kunstverlag Josef Fink, Lindenberg im Allgäu, 1. Auflage 2023, ISBN 978-3-95976-431-5. Weitere Informationen auf der Website des Verlags.